# Великий мастер (фильм)
«Великий мастер» (кит. трад. 一代宗師, англ. The Grandmaster; 2013) — художественный фильм Вонга Карвая, посвящённый биографии мастера боевых искусств Ип Мана. В сентябре 2013 года Гонконг отправил картину сражаться за премию «Оскар» в номинации «Лучший фильм на иностранном языке», однако в итоге лента получила две номинации в других категориях.

## Сюжет
Фильм рассказывает о жизни Ип Мана: с 1930-х годов, когда он жил в Фошане, и до конца его жизни. Как и во всех фильмах о жизни Ип Мана, большая часть событий является выдумкой.
Старый мастер отходя от дел, хочет поставить на свой пост другого мастера. Он выбирает на это место Ип Мана и устраивает ему испытание с лепёшкой. Дочь старого мастера, Гун Эр, вызывает Ип Мана на бой. Она побеждает по счастливой случайности или потому, что он поддался ей. После боя Ип Ман провожает её.
Приходит война, японцы оккупируют Южный Китай. Любимый ученик Гун Юйтяня, Ма Сан, нарушает все правила, желая стать наследником старого учителя. Происходит перепалка и учитель выкидывает его из дому, но в ходе боя получает смертельную травму.
Гун Эр встречает в поезде агента Гоминьдана с партийной кличкой Лезвие и спасает его от смерти. Действие продолжается в Гонконге.

## В ролях
- Тони Люн — Ип Ман
- Чжан Цзыи — Гун Эр
- Чан Чэнь — Лезвие
- Чжан Цзинь — Ма Сан
- Элвис Цуй — господин Хун
- Ван Цинсян — мастер Гун Ютянь

## Прокат. Критика
Мировая премьера фильма прошла 6 января 2013 года в Пекине. 7 февраля 2013 года фильм открыл Берлинский кинофестиваль, жюри которого в этом году возглавил Вонг Карвай. По словам режиссёра, в Берлине была продемонстрирована версия, приспособленная для европейцев и американцев.
Мэгги Ли из журнала «Variety» написала, что Вонг Карвай «превзошёл все ожидания». Кларенс Цуй из журнала «The Hollywood Reporter» отметил, что фильм полон «меланхолии и почти экзистенциальной покорности изменчивой судьбе». Согласно Нику Джеймсу из журнала «Sight & Sound», Карвай доказал, что возможно снять сентиментальный фильм о кунг-фу. Эндрю Палвер из газеты «The Guardian» увидел, что в «Великом мастере» дисциплина жанра помогла Карваю выйти из тупика, в который он зашёл в своих последних фильмах.
По мнению Валерия Кичина, фильм угнетает серьёзностью, а характеры в нём заменены ожившими статуями. Антон Долин назвал фильм умопомрачительно красивым фильмом о любви и о времени. Андрей Плахов, имея в виду успех «Великого мастера» в Китае, посчитал, что благодаря этому фильму Карваю «удалось выйти из артхаусного гетто в сферу народного кино». Анна Сотникова из журнала «Афиша» оценила «Великого мастера» как лучший фильм Карвая.

## Награды и номинации
- 2013 — две премии Азиатско-тихоокеанского кинофестиваля: лучшая актриса (Чжан Цзыи), лучшая операторская работа (Филипп Ле Сурд).
- 2013 — 6 премий «Золотая лошадь»: лучшая актриса (Чжан Цзыи), операторская работа (Филипп Ле Сурд), работа художника (Уильям Чан, Альфред Яу), костюмы и грим (Уильям Чан), визуальные эффекты (Пьер Баффин), зрительская награда.
- 2013 — две премии «Золотой петух»: лучшая мужская роль второго плана (Ван Цинсян), лучшая работа художника (Уильям Чан, Альфред Яу).
- 2013 — попадание в пятёрку лучших иностранных фильмов по версии Национального совета кинокритиков США.
- 2014 — две номинации на премию «Оскар»: лучшая операторская работа (Филипп Ле Сурд), лучшие костюмы (Уильям Чан).
- 2014 — 7 премий Asian Film Awards: лучший фильм, режиссёр (Вонг Карвай), актриса (Чжан Цзыи), операторская работа (Филипп Ле Сурд), работа художника (Уильям Чан, Альфред Яу), композитор (Сигэру Умэбаяси), костюмы (Уильям Чан).
- 2014 — 11 премий Hong Kong Film Awards: лучший фильм, режиссёр (Вонг Карвай), сценарий (Вонг Карвай, Цзоу Цзинчжи, Сюй Хаофэн), актриса (Чжан Цзыи), актер второго плана (Чжан Цзинь), операторская работа (Филипп Ле Сурд), работа художника (Уильям Чан, Альфред Яу), монтаж (Уильям Чан, Бенджамин Куртинес, Хун Пун), костюмы и грим (Уильям Чан), хореография (Юнь Вопхин), звук (Роберт Маккензи, Трайтеп Вонпайбон).
- 2014 — номинация на премию Американского общества кинооператоров за лучшую операторскую работу в художественном фильме (Филипп Ле Сурд).